# أسطورة مصاص الدماء حسب المنطقة

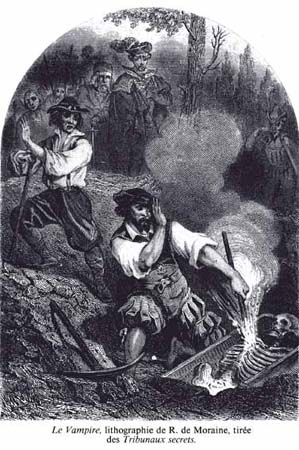
مصاص الدماء "Le Vampire"، لوحة مطبوعة لدي مورانيه، 1864.

ذكرت أساطير مصاص الدماء منذ آلاف السنين في كثير من الحضارات والثقافات حول العالم مثل حضارة بلاد الرافدين واليهود وحضارة الإغريق والحضارة الرومانية. وتضمنت قصصاً عن مخلوقات شيطانية وأرواح ماصة للدماء، وهي ما يشكّل أصل قصص مصاصي الدماء في الوقت الحاضر. وبتتبّع قصص هذه الكائنات الأسطورية حول العالم نجد أن معظمها تركز على أن أصل هذه المخلوقات يعود لمنطقة جنوب شرقي أوروبا في القرن الثامن عشر، حيث ذكرت أول مرة في عدد من القصص الفلكلورية لشعوب تلك المنطقة. وفي كثير من هذه القصص ذُكر أن مصاصي الدماء هم أشباح حية أو جثث مسكونة بأرواح لمخلوقات شريرة، أو لأشخاص ماتوا منتحرين، وحتى أرواح لمشعوذات يمكن رؤيتها وتتّصف بأنها لا تموت، ويعتقد أنها قد قامت من الموت. ولكن يمكن أن تتحول جثة إلى مصاص دماء عن طريق نقل روح مصاص الدماء إليها أو أن يتحول شخص عادي لمصاص دماء عن طريق عضة مصاص دماء آخر. تلك القصص أحيانا قد تمّ تضخيمها وتهويلها، حيث سببت بعض حالات الفزع والهستيريا في بعض المناطق، وقد وصلت لدرجة قيام رجال دين بحملات تطهير من أجل إخراج الأرواح الشريرة من الأشخاص الذين كان يعتقد أنهم مسكونون بتلك الروح الشريرة لمصاص الدماء.
باختلاف المكان والقصة، تبقى عدة قواسم مشتركة لتلك الأساطير حول العالم، أهمها الدماء بوصفها تمثل رمز الروح وقوة الحياة كما تعتبر عنصراً أساسياً لبعض الديانات مثل المسيحية. ووفقًا لبعض الكُتّاب فإن عضة مصاص الدماء من منظور التحليل النفسي تعتبر أكثر خطرا من العنف الجسدي أو من العلاقة الجنسية عند الضحية.
نتيجة الاكتشافات الجغرافية والحركة التجارية في القرون الوسطى، بالإضافة لهجرة الشعوب مثل الغجر واليهود والهنود، فقد تم نقل بعض الأساطير والقصص من مكان لآخر، مما يجعل من الصعب التمييز بين المعتقدات الأصلية وبين نتاج التبادل الثقافي والذي اختلطت فيه القصص والأساطير عن الأرواح الشريرة الجن ومصاصي الدماء. مما شكل المفهوم السائد اليوم عن تلك الكائنات الخرافية وفتح مجالات جديدة للدراسة والتخصص في هذا المضمار.

## في الحضارات القديمة
تعود القصص الخاصة عن المخلوقات التي لا تموت وتتغذى بالدماء واللحم البشري لقرون عدة، وهي قصص منتشرة تقريبا في كل الثقافات البشرية. حيث اشتهرت بعض تلك المناطق بخرافات عن الكائنات التي تقتات بالدماء واللحم البشري. الحضارة الفارسية كانت أول من وصفت تلك الكائنات الخرافية عبر الرسوم الموجودة على بقايا أوانٍ فخارية مكتشفة في عدد من المواقع الأثرية. في الوقت الحاضر تعرف تلك المخلوقات باسم مصاص الدماء (بالإنجليزية: Vampire)، لكن في العصور القديمة لم يكن هذا المصطلح معروفًا ومستخدمًا، لكن كان هذا الوصف ينطبق على أرواح أو على الجن والتي تتغذى بالدم واللحم، حتى الشيطان اعتبر أحد أشكال تلك الكائنات. تقريبا كل ثقافة كان لها «مصاص دمائها» الخاص، حيث في المنطقة العربية عرف الغول وفي مصر القديمة كان أحد اشكال الآلهة سخمت. تعتبر بعض تلك الأساطير أساس قصص مصاصي الدماء في فلكلور شعوب جنوب شرق أوروبا لكن المؤرخين اعتبروا أنه ليس بالضرورة أن تتصف بكل صفات مصاص للدماء.

### بلاد الرافدين

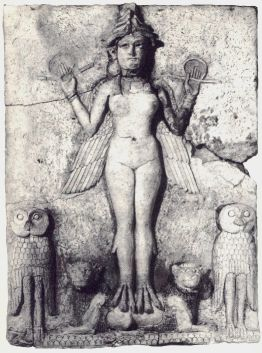
جدارية تمثل ليليث السومرية.

في حضارة بابل عرفت ليليث كونها شيطانة مستهلكة للدم والتي اشتقت منها مثيلتها في الثقافة اليهودية: ليليث(بالعبرية:לילית) حيث كانت تعتبر شيطانة تتغذى بدماء الأطفال الرضع. في عدة كتابات عبرية قديمة كانت تعتبر زوجة آدم الأولى قبل حواء وكانت قد تركت آدم لتكون ملكة على الشياطين، وفي نصوص أخرى يذكر أن الله قد عاقبها لرفضها زواج آدم بطردها من الجنة. ولحماية الأطفال من هجمات الشيطانة يقوم الأهل بتعليق طلسم على مهد الطفل لإبعادها عنهم.
قصص أخرى مشابهة لقصة ليليث تأتي من حضارة سومر حيث وصفت بحورية جميلة عاقر تسمى «ليليت» تبحث عن حبيب لها وعندما تجده لا تدعه يذهب أبدا وقد وصفت أحيانا بأن الرياح تأخذ شكلها أو كحيوان مفترس يطارد الأمهات وأطفالهن. ألهات بابلية أخرى مثل «أماشتو» و«غالو» قد ذكر أنهم يتصفون ببعض صفات مصاصي الدماء
«أماشتو» تتصف بأنها أقدم تاريخيا من ليليث وتعتبر ابنة إله السماء «أنو» وذكر وصفها بأنها مخلوق مرعب ماص للدماء ذو رأس أسد وجسم حمار ولكن بخلاف «ليليت» فهي تحمي النساء الحوامل، خاصة في مرحلة الولادة لكن بعد الولادة تخطف المولود وتأكل لحمه وتشرب من دمه.
غالبا ما يذكر الثلاثة مجتمعين «ليليت» و«أماشتو» و«جالو» على أنهم أرواح شريرة تهدد كل منزل وكل شخص وبوصفهم ذو خطر كبير، وجعلون من دمائهم تهطل مثل المطر في العديد من الأوصاف. جالو تظهر أيضًا في الثقافة البيزنطية أيضا تحت اسم «جيلو» "Gello, Gylo, Gyllo" بوصفها امرأة شيطانة تخطف وتقتل الأطفال.

### الحضارة العربية
بعد تراجع تأثير قصص بلاد الرافدين عن مصاصي الدماء، ظهرت بعض القصص المماثلة في سلسلة الحكايات المشهورة ألف ليلة وليلة وتحكي عن مصاصي الدماء أيضًا، والتي تتحدث عن أرواح شريرة حية أو ميتة والتي ممكن أن تتحول لمصاصي دماء. إحدى تلك القصص تحكي عن زواج أمير مع مصاصة دماء تسمى «نديلة» والتي عندما يكتشف هويتها يحاول قتلها. في قصة أخرى اختطاف أميرة من قبل مصاص دماء وثم تحاول الهرب منه بخداعه وفي النهاية تعود لعائلتها.

### الحضارة الإغريقية

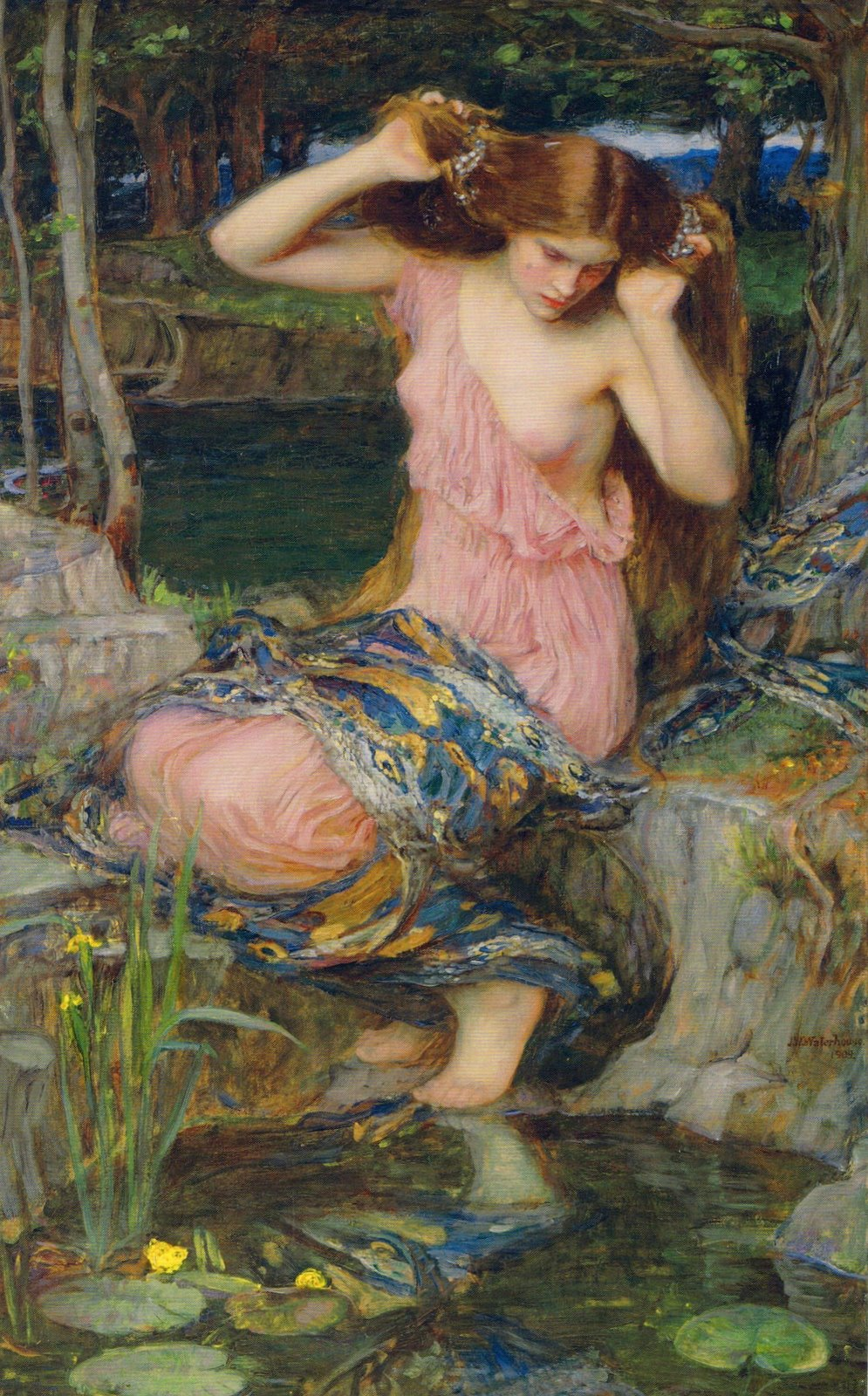
"لاميا" 1909 بريشة الرسام البريطاني جون ويليام وترهاوس.

تذكر المثيولوجيا الإغريقية عدد من أسلاف مصاصي الدماء الحاليين، لكن من دون وصفهم بعدم قدرتهم على الموت. منهم «إمبيوسا»، «لاميا» وحيوان الـسترغس (باللاتينية:striges) أي حيوان شبيه بالبومة في الميثولوجيا اللإغريقية والرومانية. مع الوقت، الاسمين إمبيوسا ولاميا أصبحا أسماء مصاحبة للمشعوذات وللشياطين تباعا. إمبيوسا هي ابنة «هيكاتي»، ألهة يونانية-رومانية تمارس السحر وتلقي اللعنات. ووصفت إمبيوسا بأنها شيطانة ذات أرجل برونزية تتغذى بالدم وتتحول لامرأة جميلة تغوي الرجال وتقيم علاقة معهم من ثم تشرب دمائهم. لاميا هي ابنة الملك «بيلوس» المصري وعشيقة الإله زيوس السرية. وتقول الأساطير أن هيرا اكتشفت العلاقة وانتقمت بقتل كل ذرية لاميا، أقسمت لاميا على الانتقام وذلك بالتسلل على أمهاد المواليد ليلا ومص دمائهم. كذلك السترغس، يقوم بقتل الأطفال ولكن يقتل أيضًا الرجال اليافعين، وقد وصف بأنه أحد أنواع الطيور الليلية اللاحمة وعلى الأرجح بومة وقد اقتبس لاحقا في الثقافة الرومانية تحت اسم «ستركس» (بالاتينية:strix) والذي يقتات من دماء الأطفال. يذكر في قصص فلكلور رومانيا الأرواح والجثث القائمة من قبورها وتسمى «ستريغوي» (بالرومانية:Strigoï) والذي توجد علاقة غير مباشرة بين المصطلح الإغريقي والروماني، وتوجد أيضا في الألبانية "Shtriga" والسلافية "Strzyga". ذكر أيضًا بعض الكائنات ذات صفات مصاصي الدماء في ملحمة هوميروس «أوديسة»، في القصة يقول هوميروس أنه لا يمكن سماع الأرواح الغير قابلة للموت إلا بعد أن تشرب الدم أولا. وفي الملحمة أيضًا ذكر أن أوليس قبل أن يبدأ رحلته داخل جسد هاديس قد ضحى بحمل كي تشرب الأرواح دمه ولكي تكون قادرة على التواصل معه.

### الهند
في الهند، ذكرت مخلوقات شبيهة بالغول وتسكن الجثث وتدعى «فيتالا» (بالسنسكريتية:vetāla أو वेताल) وذكرت في العديد من القصص الشعبية وعلى الأخص في مجموعة قصص «كاثاساريتساغارا» (Kathāsaritsāgara) منها قصة الملك «فيركاماديتيا» (Vikramāditya) وعن مغامرته الليلية للقبض على إحدى تلك المخلوقات التي شبهت في القصة بخفاش والتي لا تموت وتنام معلقة من رجلها وتسكن المقابر والتي تشبه لحد بعيد شكل مصاص الدماء المشهور في وقتنا الحاضر. مثال آخر هو «بيشاتشا» (Pishacha) وهم شياطين آكلة للحم أو أرواح أشخاص ذوي أمراض عقلية ويتصفون بصفات مصاصي الدماء.
يذكر أيضا الإلهة كالي في الثقافة الهندية حيث تملك أربع أذرع وطوق من الجماجم وتلبس الجثث. وقد بنيت لها عدة معابد في أرجاء البلاد بالقرب من المقابر وذلك لارتباطها بالدماء والجثث. وقد ذكرت الأساطير أن كالي وإله آخر هو «دورغا» قد قاتلوا الشيطان «راكتافيجيا» (معنى اسمه بالسنسكريتية بذرة الدم) المتميز بقدرته على أن يتجدد من كل قطرة دم مسالة منه ولكن في النهاية كالي شربت كل دمه لكي تربح المعركة وتقهر الشيطان

## العصور الوسطى والمعتقدات الأوروبية

### موجة الذعر العامة في القرن الثامن عشر
في أوروبا وخلال القرن الثاني عشر، قام المؤرخان الإنجليزيان والتر ماب وويليم بارفوس بتوثيق عدة حالات من دعاوى بوجود كائنات لا تموت وأشباح، وبعد تلك الفترة لم تتوفر اساطير إنجليزية أخرى عن حالات مشابهة. القصص الإنجليزية كانت مشابهة لمثيلاتها من أوروبا الشرقية ولكن ازدهرت بالأخص في القرن الثامن عشر حيث القصص الأوروبية انتشرت بشكل واسع في إنكلترا وألمانيا والتي تم المبالغة فيها وتنميقها ونشرها بين طبقات الشعب.
في ذلك الوقت، اجتاحت أوروبا الشرقية موجة من الذعر والخوف من تلك الكائنات، وقد قامت حملات تطهير ونبش قبور بهدف القضاء على مصاصي الدماء، حتى الحكومات المحلية شاركت الحملة. على الرغم من تسمية ذلك العصر بعصر التنوير حيث العديد من الأساطير والخرافات قد تم التخلص منها، فإن أسطورة مصاص الدماء انتشرت بشكل درامي، مما سبب حاله من الهستيريا في معظم أرجاء القارة. الذعر بدأ من بروسيا الشرقية، حيث عام 1721 ظهرت عدة هجمات لمصاصي الدماء في تلك المنطقة، في إحدى تلك الهجمات أحد الأشخاص صربي الجنسية يدعى "Peter Plogojowitz" والذي قد مات قبل عن عمر 62 عام قد ظهر لابنه يطلب منه طعام، وعندما رفض ابنه أن يطعمه، وجد الابن صباح اليوم التالي ميتا، وقد عاد بيتر بعد أيام وقتل العديد من جيرانه لعدم تغذيته بالدم الكافي مما جعل الناس يعتقدون أنه مصاص دماء. هذه القضية وغيرها قد تم التحقيق فيها من قبل الحكومة وتوثيقها ونشرها ككتاب في أرجاء أوروبا، والتي ضخمت القصص. وسرعان ما انتشرت عدة قصص مشابهة في أرجاء عديدة من القارة العجوز والتي تدعي أن مصاصي الدماء قد قاموا بهجمات لا سيما في المناطق الريفية والأحياء الفقيرة، وبدأت حملات محلية نبش القبور ومطاردة المصاصين. على الرغم من أن المتعلمين والمثقفين قد أكدوا عدم وجود مثل تلك الكائنات وأن القصص ليست إلا خرافات، إلا أن التشاؤم والخوف ازدادوا بشكل أكبر.

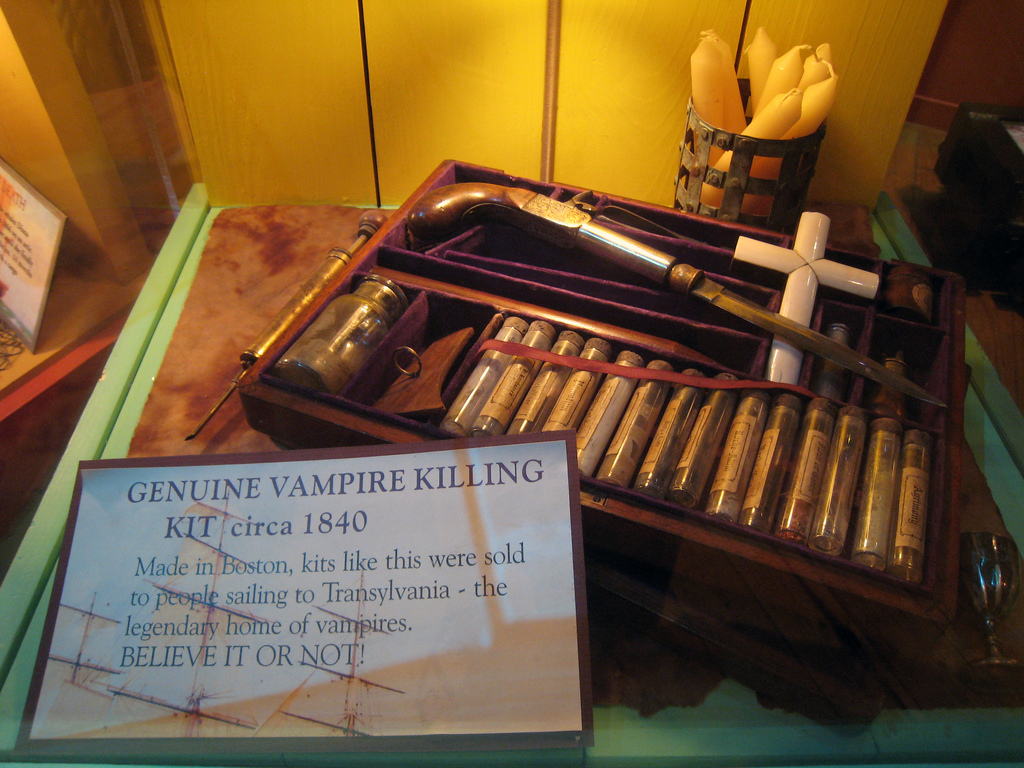
"عدة لقتل مصاصي الدماء" والتي بيعت في مدينة بوسطن حوالي عام 1840، واستعملت في عملية اصطياد مصاصي الدماء في منطقة ترانسيلفانيا الرومانية.

أحد القساوسة الفرنسيين يدعى «أوغستين كالمي» (بالفرنسية: Augustine Calmet) كتب عدة مقالات عام 1746 ووثقها بأدلة تؤكد عدم وجود مصاصي الدماء، لكن العديد من قرائه مثل فولتير وغيره انتقدوا ما نشره الراهب وقد فسروه خطأ بأنه بكتاباته يؤكد وجود تلك المخلوقات الأسطورية.
انتهت الأزمة بإرسال الإمبراطورة ماريا تيريزا طبيبها الخاص «جيرارد فان سفيتن» (بالألمانية: Gerard van Swieten) إلى إحدى المناطق المضطربة للتحقق في صحة الادعاءات عن مصاصي الدماء والذي خرج بنتيجة عدم وجودهم، وبعدها أصدرت الإمبراطورة قانونا يقضي بحرمان نبش القبور وفتح توابيت الموتى مما أدى إلى إنهاء موجة الذعر. وبقيت خرافات مصاصي الدماء مربوطة بالأعمال الأدبية والاعتقادات المحلية.

### الشعوب السلافية
أحد أكثر الأمثلة رواجا في حضارة شعوب السلاف عن مصاصي الدماء تكمن بكونهم سحرة أو أناس غير أخلاقيين، صفات تنطبق على الذين قد فارقوا الحياة بطرق غير طبيعية مثل الانتحار، أو من قد حُرموا كنيسيا، من قد مارس نشاطات غير دينية، أو في حالة ترك جثة أو قبر الميت عرضة للحيوانات أو في حالة قفز حيوان فوق الجثة أو طيران طيور فوق القبر، وينطبق أيضا على المواليد ذو عيوب خلقية. في مناطق جنوب روسيا، الأشخاص المعروفون أنهم يتكلمون مع أنفسهم يعتبرون ذو خطر أن يتحولوا لمصاصي دماء، مصاصي الدماء السلافيين يتميزون بقدرتهم على الظهور على شكل فراشات والتي تعرف من قبل أنها تمثل الأرواح الضائعة. بعض التقاليد تقول أن مصاصي الدماء هم كائنات ثنائية الروح والتي عند نومها تهجر الروح الجسد وتتحول لطبيعتها المؤذية والماصة للدماء.

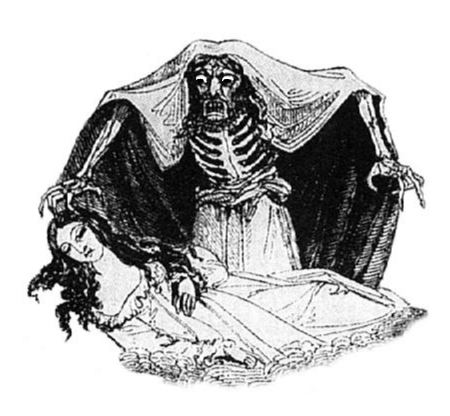
رسم توضيحي ل"فارني" مصاص الدماء، في إحدى خرافات أوروبا الشرقية (1845-1847)، بريشة جيمس مالكولم ريمر.

شعوب السلاف في المناطق الشمالية للقارة الأوروبية (مثل روسيا وأوكرانيا) كان لهم رؤية أخرى عن مصاصي الدماء عن جيرانهم من مناطق أخرى، فمصاص الدماء لا يموت أيضا لكنه لا يشرب الدماء والاسم السلافي لمصاص الدماء عندهم لا يشابه الاسم في مناطق أخرى لتلك الشعوب. في أوكرانيا لا يتصف أبدًا بأبدية حياته. في الفلكلور الأوكراني يتصفون بأنهم ذو أوجه حمراء وذيول قصيرة وخلال فترة انتشار وباء الكوليرا خلال القرن التاسع عشر، انتشر الاعتقاد بأن المرضى سوف يتحولون إلى مصاصي دماء.
شعوب السلاف في المناطق الجنوبية من أوروبا اعتقدوا ان مصاص الدماء يمر بمراحل متعددة قبل أن يتحول إلى مصاص دماء كامل، أول 40 يوم تعتبر مهمة من تطوره حيث يبدأ كخيال غير مرئي ويزداد قوة ووضوح بمجرد ان يقتات من دم ضحيته حيث يصبح ذو هيئة جيلاتينية بدون عظام وتطور ليكتسب شكله الآدمي تقريبا كشكله الأصلي عندما كان حيا، وبعد تطوره يصبح بإمكانه مغادرة قبره والبدء بحياة جديدة. في الغالب يكون المصاص ذكرا يستطيع القيام بالتواصل الجنسي وان يرزق بأبناء من أرملته أو من زوجة جديدة والذي يجعل منهم مصاصي دماء أيضًا، أو يمكنهم من اكتساب قدرة على رؤية مصاصي الدماء مما يجعلهم «صيادي مصاص الدماء». الموهبة نفسها يعتقد أنها تعطى لمواليد الذين يولدون أيام السبت. في منطقة دالماسيا الكرواتية يعتقد بوجود امرأة ماصة للدماء تسمى «مورا» أو «مورانا» (Mora ،Morana) والتي تطارد الرجال وتمتص دمائهم، كما يعتقد بوجود الأموات حديثا والذين لم يتبعوا نمط حياة ديني أثناء حياتهم يسمون «كوزلاك» (kuzlac/kozlak) وقد يكونون رجال أو نساء، يظهرون على نواحي الطرق وقرب التجمعات الحضرية أو في المقابر والكهوف ويقومون بإخافة السكان وشرب دمائهم، وليتم قتلهم يجب غرس وتد خشبي في صدورهم.
في التشيك، كرواتيا، سلوفينيا وسلوفاكيا ذكر نوع من المصاصين تحت اسم «بيافيكا» (بالصربية:pijavica) وتترجم حرفيا ب«الشارب» والذي يوصف لمن عاش حياة مليئة بالخطايا واقترف أعمال شريرة، وبالمقابل بعد موته يصبح قاتل بارد الأعصاب وشارب للدماء. في حالات العلاقات الجنسية المحرمة مثل بين الأم وابنها يتم خلق الـ«بيافيكا» والذي بالعادة يعود بعد موته إلى عائلته ويقوم بقتلهم، ولإبعاده عن البيوت يتم بتعليق الثوم ووضع النبيذ على نوافذ وشرفات المنزل، أما قتله يتم عندما يكون صاحيا بحرقه بالنار أو بطرد الروح الشريرة من قبره من قبل كاهن خلال فترة النهار
بهدف ابعاد مصاصي الدماء والأمراض عن القرية، يقوم أخوان تؤام بحراثة حلقة حول القرية بمحراثين، ويتم كسر بيضة وإدخال مسمار في أرضية منزل شخص توفي حديثا، وتقوم اثنتان أو ثلاثة نسوة عجوز بزيارة المقبرة مساء بعد الجنازة ويقومون بغرس 5 اعواد من نبات الزعرور أو خمس أوتاد خشبية في القبر، واحدة باتجاه صدر الميت والأربع لأطرافه. معتقدات أخرى تقول انه الركض للخلف حاملا شمعة وسلحفاة يكون كافيا لمنع شر مصاص الدماء، يمكن أيضا احاطة القبر بحبل صوفي أحمر لمنع الميت من التحول لمصاص دماء والانتظار حتى يتم احتراق الحبل بالكامل. إذا سُمعت ضجة ليلا واشتبه بان مصاص الدماء يحاول التسلل للمنزل، يجب على أهل المنزل النداء: تعال غدا وسوف أعطيك بعض الملح أو أذهب يا صديقي وعد ومعك بعض السمك لإبعاد مصاص الدماء.

### هنغاريا
في هنغاريا، عرفت اساطير مصاصي الدماء منذ العصور الوسطى، وقد ذكرت مخلوقات متعطشة للدماء في ملاحظات صادرة عن محاكم التفتيش. حيث أن في القرن الثاني عشر، استجوبت محاكم التفتيش الهنغارية أحد مشعوذي «الشامان» الوثنيون خلال محاكمة في مدينة سارويستاك شمالي البلاد حيث ادعى وجود شيطان يسمى «إيزاكوس» (بالهنغارية: izcacus) ويعني حرفيا «شارب للدم»، وقد وصف بأنه مخلوق قوي قادر على تدمير أعداء المشعوذ. اللغويون الهنغار قدروا ان استعمال تلك الكلمة يعود إلى ما قبل دخول الهنغار إلى المنطقة عام 895، وتعود أصل الكلمة إلى اللغة التركية والتي اشتقت منها خلال القرن الثامن عشر.

### رومانيا
مصاصو الدماء في رومانيا يسمون «موروي» (moroi) مشتقة من اللغة السلافية وتعني كابوس أو «ستريغوي» (strigoi) والتي يمكن أن يكون إما حي أو ميت، يوصف ب«ستريغوي» الحي المشعوذات الاتي تملكن قلبين أو روحين أو كلاهما، هذه المشعوذات تتصف بقدرتهم على إرسال ارواحهم ليلا ليلتقوا مع أرواح ستريغوي أخرى ويقومون باقتناص الضحايا وشرب دمهم. الستريغوي الميت توصف للجثث التي تتحرك والتي تمص الدماء وتهاجم افراد عائلتهم. توجد طرق أخرى للتحول لمصاص دماء: المواليد الجدد ذو العيوب الخلقية، وجود حلمة ثالثة، ذيل أو شعر زائد فقد لعنوا ليكونوا مصاصي دماء، المصير نفسه يناله الابن السابع في العائلة إذا كان كل إخوانه ذكورا، ونفس الوصف للإناث، للمواليد الذين ولدوا قبل موعدهم أو لأم أحدهم والتي اعترض طريقها قطة سوداء، الامرأة الحامل التي لم تأكل ملح أو كانت محبوسة من قبل مصاص دماء أو ساحرة يمكن أن يتحول مولودها لمصاص دماء. معظم هذه الخرافات قد نشرت من قبل رجال الدين بهدف منع ولادة أطفال غير شرعيين. حالات أخرى يمكن التحول لمصاص دماء هي عن طريق الموت بطرق غير طبيعية أو موته قبل أن يتم تعميده، والأشخاص الذين يملكون عيون زقاء وشعر أحمر يمكن أن يتحولوا إلى «ستريغوي».
مصاصي الدماء الرومانيين يتسمون بعضتهم عند القلب أو بين العينين، والموت المفاجئ يمكن أن يشير لاحتمال وجود مصاص دماء في الجوار. وقد تم فتح القبور كل خمس إلى سبع سنين للتحقق من وجود حالة تحول لمصاصي الدماء، ويتم غسل الجثة وإعادة دفنها.

### اليونان
بوجود عدة اختلافات عن مصاصي الدماء في الحقبة التاريخية لليونان عن مثيلتها في فترة العصور الوسطى، فإن كلمة "فوريكولاكس (باليونانية:βρυκόλακας = vrykolakas) تصف مصاصي الدماء العصريين والمماثلين لنظائرهم الأوروبيين، ولكن بشكل أخص يظهر مصاص دماء يسمى "كاتاخانديس" (καταχανάδες = katakhanades) في جزيرة كريت والذي عرف منذ قرون وانتشر بشكل أكبر في القرنين الثامن عشر والتاسع عشر مما جعل العديد من السكان يحاولون اصطياده وتطهيره من الروح الشريرة. يقوم السكان عادة بإخراج الموتى من قبورهم بعد ثلاث سنوات من بعد دفنهم، ويغلق في تابوت عند اقربائهم، يتم سكب النبيذ على الجثة حينما يقوم كاهن بقراءة عدة مقاطع من الإنجيل، إذا كنت الجثة غير متعفنة يقال عنها "فوريكولاكس" ويتم تطهيرها من الروح الشريرة.
في الفلكلور اليوناني يتم التحول إلى مصاص الدماء في إحدى الحالات التالية: إذا تم حرمان الشخص كنسيا، عند عدم احترامه لمناسبة دينية، اقترافه جريمة عظمى أو عندما يموت وحيدا، حالات أخرى تشمل قفز قطة فوق قبر أحدهم، اكل لحم خروف قتله ذئب أو عندما يكون الشخص ملعونا من قبل مشعوذة أو ساحرة. فوريكولاكس لا يتم تمييزه عن الناس العاديين مما حيكت عنه العديد من الأساطير والقصص الشعبية. تم استعمال الصلبان والخبز المقدس من الكنيسة كوسيلة للحماية من تلك الكائنات. ولتجنب تحول الموتى لمصاصي دماء يتم دق مسمار معدني عند القلب وذلك عندما يكونون في قبورهم أو يتم حرق لجثث ونثر رمادهم. بما أن الكنيسة تحرم حرق الموتى الذين تم تعميدهم كمسيحيون، فإن حرق الموتى لم يعد يستعمل كوسيلة ضد مصاصي الدماء.

### أوروبا الغربية
دول مثل فرنسا، إيطاليا وإسبانيا لم تكن تملك مصاصي دماء خاصة بهم، القصص المحلية هي نسخة طبق الأصل أو مقتبسة عن قصص دول منطقة البلقان وشعوب الغجر والسلاف وذلك نتيجة تبادل الثقافات وهجرة الشعوب مما أدى لنقل تلك القصص معهم وراجت خلال القرن التاسع عشر.

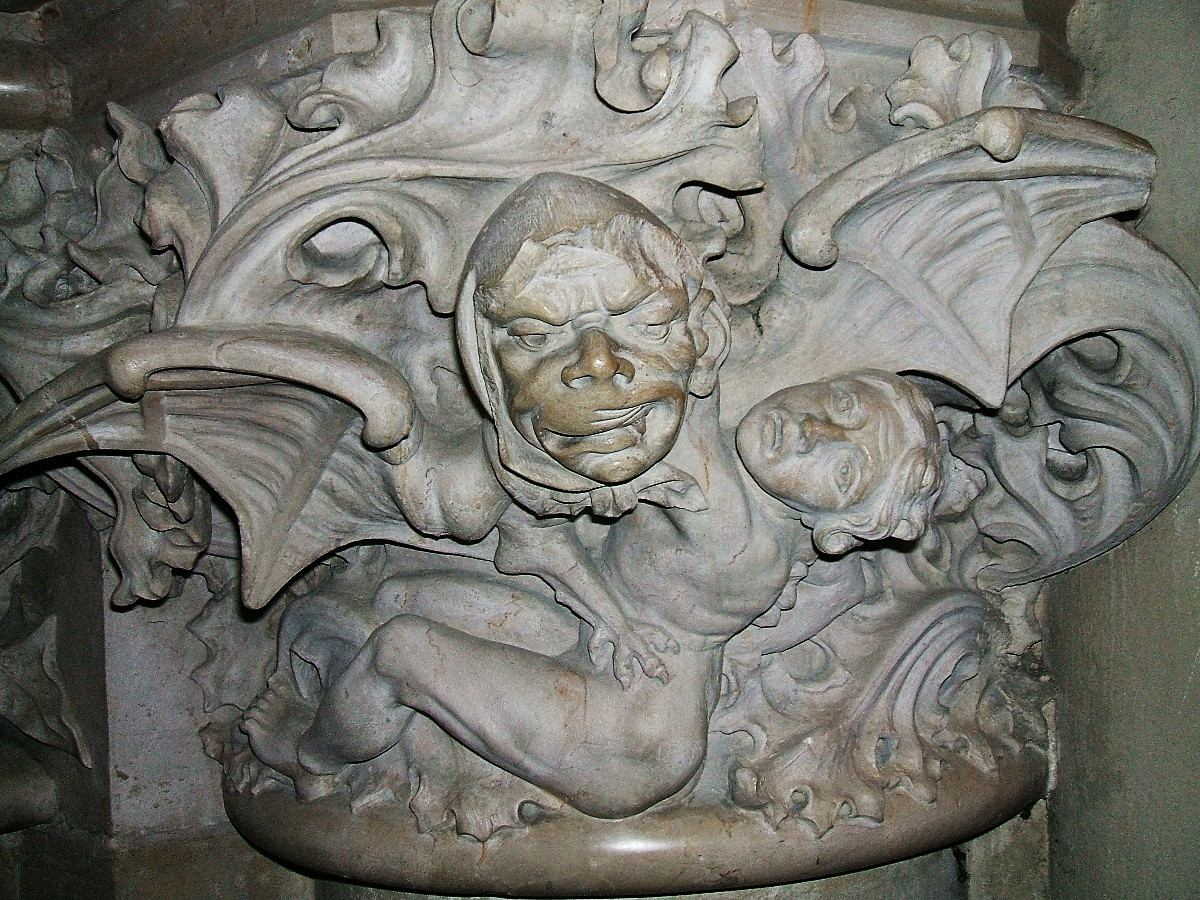
منحوتة في كاتدرائية فيكتوريا الجديدة في إسبانيا تمثل كائن شيطاني ماص للدماء.

أما في بريطانيا، كما ذكر قبلًا بأن المؤرخين الإنجليزيين والتر ماب وويليم بارفوس وثقا عدة حالات من دعاوى بوجود كائنات لا تموت وأشباح، ولكن لم تظهر قصص محلية أخرى عن هذه الكائنات بقية القصص هي كمثيلاتها في فرنسا وإيطاليا. بعد القرن الثامن عشر، ظهرت عدة أساطير إنجليزية مقتبسة من قصص أوروبا الشرقية ومن ألمانيا، منها قصة «مصاص الدماء من قلعة آلنويك» (بالإنجليزية:Vampire of Alnwick Castle) من القرن الثاني عشر وتحكي قصة خادمة كانت تعمل في ذلك القصر وتعود للحياة وذلك لتنتقم من جيرانها وسكان القرية وذلك عن طريق نشر وباء قاتل بينهم، ويتم القضاء عليها بحرق جثتها خارج حدود القرية. وقصة أخرى «مصاص دماء دير ميلروز» (بالإنجليزية: Vampire of Melrose Abbey) وتحكي قصة جثة راهب تعود للحياة وتقوم بعلاقات جنسية ويمص دماء ضحاياه، ويقضى عليه أيضا عن طريق حرق الجثة ونثر رمادها.
عرف في مناطق اسكتلندا كائن خرافي يسمى "باوبان سيث" (Baobhan sith‏) و"ليانان شيده" (Leanan sídhe) في إيرلندا ذو صفات مصاصي الدماء. في اللغة الإيرلندية عرف مصطلح (Dearg-due) ويعني حرفيا "ماص الدماء الأحمر" حيث استخدمها أدباء مثل "شريدين لي فانو (Sheridan Le Fanu) وبرام ستوكر. في البرتغال عرفت "بروكسا" (بالبرتغالية:Bruxsa) والتي هي روح امرأة تتحول لطير ليلي وتهجم ضحاياها من المسافرين وتمص دمهم.
في ألمانيا، كائن يسمى «آلب» (بالألمانية: alp) مشابه لمصاص الدماء أو لجاثوم، له هيئة ذكرية ويقوم بتغيير مظهره وتتلبس اجساد أخرى خلال الليل لكن بخلاف قصص مصاصي الدماء الأخرى، لايوجد معنى جنسي للدماء في الرؤية الألمانية له.
أول قضية رسمية سجلت عن مصاصي الدماء في تلك المنطقة كانت عام 1656 في مقاطعة نورنبيرغ الألمانية، حيث في إحدى القرى تم قطع رأس إحدى الجثث من قبل السكان المحليين والتي كانت تخص إحدى المزارعين، والذي اشتبه بأنها تحولت لمصاص دماء ومسؤولة عن حالات الوفاة وانتشار الأوبئة بين أبناء القرية، ولاحقا تبنيت القصة في عدة أعمال أدبية محلية.
في منطقة بوميرانيا بين ألمانيا وبولندا، مصاص الدماء يسمى «أوبير» (بالألمانية: upier), ويشبه مثيله في الثقافة السلافية

### الدول الإسكندنافية

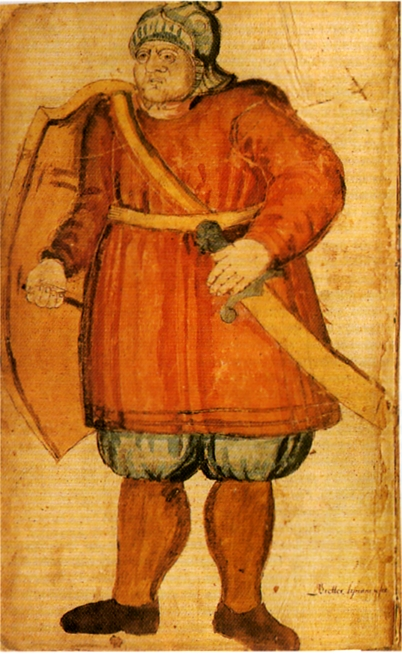
"ساجا دي غريتير" في رسم تخيلي من القرن السابع عشر، في الثقافة الآيسلندية.

في المثيولوجيا الإسكندنافية، الكائن الخرافي الوحيد المشابه لقصص مصاصي الدماء يسمى «دراوغر» (draugr) وهو عبارة عن جثة لا تموت وتسكن قبور الفايكنغ، ويتم قتله فقط من قبل أحد الأبطال الشعبين.
في الدنمارك، ذكر كائن يسمى «مارا» (mara), حيث يتحول لامرأة جميلة تغوي الرجال وبعدها تمص دمهم.
في أيسلندا، ذكرت قصص شعبية عن روحين تجول بين عالمي الأحياء والأموات، وتتصف بأنها معادية للجنس البشري، الأولى تسمى ساجا «دي غريتير» (بالإيسلندية: Saga de Grettir) والأخرى ساجا «إيربيغيا» (Saga Eyrbyggja), على الرغم من أن هذه القصص عن الروحين لها علاقة بقصص عالم الموت أكثر من كونها عن مصاصي الدماء.

### شعب الغجر
في ثقافة شعوب الغجر، يسمى مصاص الدماء باسم «مولو» (mullo حرفيا الميت) والذي يقوم من موته ويقوم بأفعال مشينة مشابهة لمصاصي الدماء الأوروبيين ويشرب الدماء البشرية، وعادة يقتل أحد افراد عائلته أو الشخص الذي سبب موته، ضحاياه الاخرون هم الذين لم يحضروا جنازته أو من دنس قبره أو قد حافظ على ممتلكاته عوض عن إتلافها. يعتقد أن المرأة الماصة للدم يمكن أن تعود للحياة وتعيش بشكل طبيعي، يمكن أن تتزوج من جديد لكنها سوف تتعب زوجها بمطالبها وشهواتها الجنسية، ومثل باقي المعتقدات الأوروبية فإن مصاص الدماء يمكن أن يكون أبا وذريته يمكن أن تتحول لمصاصي دماء ويسمون «دامبيرس» (dhampirs) أو حتى صيادين لهم.
الأشخاص ذو المنظر المخيف البشع، أو يفتقدون أحد أصابعهم أو بهم عيب خلقي مما يجعله يشبه إحدى الحيوانات، يمكن أن يتحولوا لمصاصي دماء وكذلك من يموت وحده دون أن يعرف أحد بأمره، في حالات تضخم جثة الميت قبل دفنه وتحولها للون الأسود. وقد توسعت احتمالات التحول لمصاصي دماء لتشمل أيضا الحيوانات والمزروعات وحتى أدوات الزراعة، مثلا ثمار البطيخ اليقطين التي تركت في المنزل لوقت طويل تبدأ بالحركة أو تسيل دماء منها. وفقا لأحد المؤرخين الصرب فإن الغجر المقيمين في منطقة كوسوفو اعتقدوا أن مصاصي الدماء هم غير مرئيين لمعظم الناس، يصبحون مرئيين من قبل التؤام أو فتاة مولودة يوم السبت وبشرط أن يلبسوا ثيابهم مقلوبة، ويتم حماية المنزل بالعثور على تؤام يقومون بحراسة المكان ليلا ويجب عليهم أن يهربوا في حالة تم رؤيتهم من قبل مصاصي الدماء.

### الثقافة اليهودية

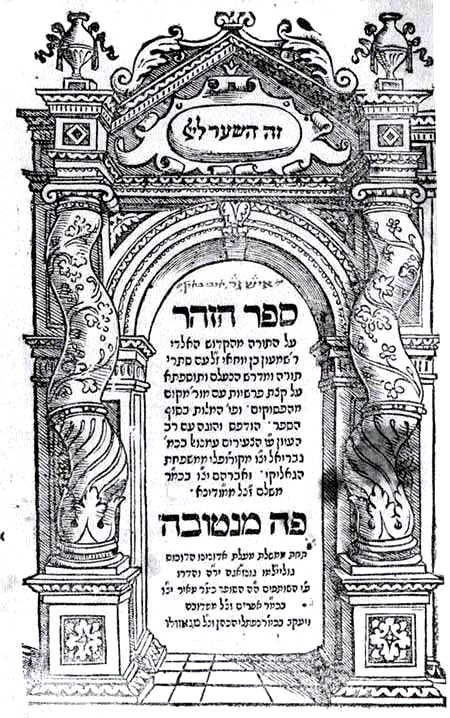
غلاف الطبعة الأولى لكتاب "زوهار" المكتشفة في مانتوفا عام 1558, موجودة في مكتبة الكونغرس.

عرفت بعض القصص في أوساط يهود العصور الوسطى في أوروبا وخاصة تلك التي تتحدث عن تفسير «ليليث» التقليدية في تلك الحقبة. كباقي مصاصي الدماء الأوروبيين، فإن ليليث تتميز بقدرتها على التحول إلى حيوانات على الأغلب قطة، وتخدع ضحاياها بإيهامهم بكونها فتاة بريئة وذو سحر وجمال لايقاوم، ولكن تقوم هي وبناتها بخنق ضحاياها بدون أن تمتص دمائهم. في معتقد القبالاة ذكرت انها تملك صفات مصاصي الدماء الأوروبيين، حيث في أواخر القرن الثامن عشر عثر على مخطوطة مترجمة في إحدى مكتبات مدينة مانتوفا الهولندية عن كتاب «زوهار» (بالعبرية:זֹהַר) المقدس في ديانة القبالاة ويذكر فيه كائنين أحدهم ذكر باسم «يازاخار» (lazakhar) والأخرى أنثى «يانكيفاه» (lanekevah) والتي تشير إلى آدم وحواء وتم ذكر ليليث أيضا فيها وعدة ملائكة آخرون، وقد ذكر عدة سطور باللغة اليديشية عن حوار بين النبي إيليا وبين ليليث حيث هددت انها سوف تأتي مع مجموعة من الشياطين لتقتل الأم (حواء) وتخطف طفلها و«تشرب من دمها وتمص عظامها ولحمها» وتعترف لإليا أنها تفقد قوتها بمجرد ذكر أحدهم أسمائها الأخرى والتي تذكرهم هي في نهاية الحوار.
قصص يهودية أخرى تذكر مصاصي الدماء بطريقة تقليدية، في قصة تسمى «قبلة الموت»، ابنة ملك الشياطين «أشموداي» (بالعبرية: אשמדאי) تقوم بإخراج روح رجل قد خانها وذلك عن طريق قبلة مصاص دماء، قصة أخرى ذكرت في «سفر هاسيديم» (Sefer Hasidim #1465) تذكر مصاصة دماء قديمة تسمى أسدياه وتستعمل شعرها لمص دماء ضحاياها، وقصة مماثلة من الكتاب نفسه تذكر كيف يتم قتل المشعوذة بغرس وتد بصدرها لكي لا تعود لتصطاد اعدائها من جديد

## حضارات أخرى

### إفريقيا
عدد من مناطق من القارة السمراء كان لها نصيبها من قصص عن مخلوقات ذوات قدرات مصاصي الدماء. في غرب إفريقيا، ذكر شعب الأشانتي وجود مخلوقات تسمى «ساسابونسام» (Sasabonsam) وتوصف بأن لها اسنان حديدية وتتدلى من الأشجار وتقتنص ضحاياها. شعب الإيوي (بالغانية: Eʋeawó) تكلموا عن مخلوقات تسمى «أدزيه» (Adze) والتي تأخذ شكل يراعات وتهاجم الأطفال. في المناطق الغربية من دولة جنوب أفريقيا عرفت «إمبوندولو» (Impundulu) والذي تأخذ شكل طائر كبير ملون ويقوم بإحداث ظواهر البرق الرعد ويقوم بمص الدماء، في مدغشقر عرف «رمانغا» (ramanga) والذي هو مصاص دماء ويأكل بقايا أظافر النبلاء.

### الأمريكيتان

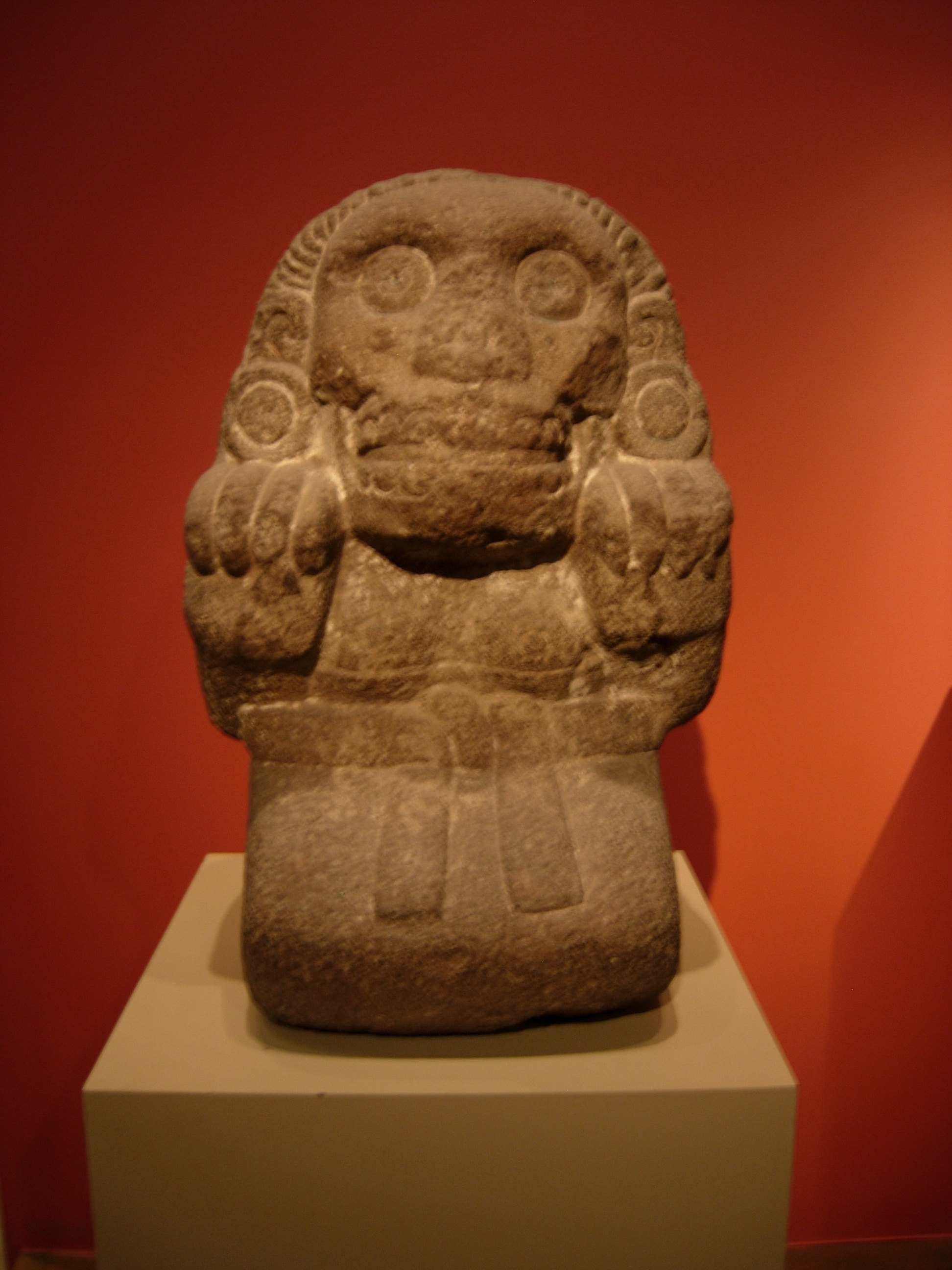
"تشيهواتيتو" مصاص دماء من حضارة الأزتك.

في أمريكا الجنوبية، ذكر في منطقة ترينيداد قصص عن أنثى متوحشة شبيه بمصاص الدماء تسمى «سوكويانت» (Soucouyant)، في كولومبيا عرف «توندا» و«باتسولا» (Tunda, patasola)، أما شعب المابوتشي في جنوب تشيلي عرفوا أفعى تمص الدماء وتسمى «بيوتشان» (Peuchen). في خرافات جنوب أميركا، يقوم السكان الأصليون بتعليق نبات الألوة الحقيقية على أبواب المنازل عندما يشكون بوجود مصاصي دماء قرب المكان. شعب الأزتك قد وصفوا مخلوق الـ«تشيهواتيتو» (Cihuateteo) والذي هو عبارة عن روح الأشخاص الذين يموتن عند الولادو وتصف بأن له رأس مكون من جمجمة، يقوم يخطف الأطفال ويقيم علاقات جنسية مع الأحياء مما يسبب لهم مشاكل نفسية معقدة قد تودي بهم للجنون.
في المثيولوجية الكاريبية ذكرت قصص عن ال«لووغارو» (Loogaroo) أحد أمثلة مصاصي الدماء الناتجة عن دمج العديد من الخرافات من ثقافات عالمية مختلفة، فهو نتاج عن الرؤية الفرنسية لمصاص الدماء ومن ثقافة الفودو القادمة من أفريقيا، ويعتقد أن اصل الكلمة يأتي من الفرنسية (loup-garou) أي المستئذب والذي هو منتشر في ثقافة منطقة موريشيوس، وانتشرت في منطقة جزر الكاريبي وفي ولاية لويزيانا الأمريكية. في القرن الثامن عشر والتاسع عشر انتشرت قصص مصاصي الدماء في إنجلترا الجديدة في مناطق كندا كما في ولايات رود آيلاند وشرق كونيتيكت، وقد ذكرت العديد من القضايا المحلية الموثقة عن قصص تتعلق بموتى الذين تم استخرج قلبهم لاعتقادهم ان الميت يتحول لمصاص دماء وانه سبب مشاكل العائلة الصحية وحالات الوفاة فيها، وذلك على الرغم من أن مصطلح «مصاص الدماء» لم يستخدم وقتها لوصف الحالة. مرض السل لم يكن يعرف مسبباته وقتها وكان يعتقد أنه يحدث ليلا بعد زيارة أحد الموتى بالمرض لعائلته. إحدى تلك القضايا المشهورة هي التي حدثت في ولاية رود آيلاند عام 1892 لشابة تدعى «مارسي براون» والتي ماتت عن عمر 19 عام، وبعد وفاتها بنحو شهرين فتح قبرها واستخرج قلبها وحرق ثم نشر رماده مما أحدث جلبة لدى سكان تلك الولاية.

### آسيا
تعود أصول قصص مصاصي الدماء في آسيا المعاصرة إلى الحضارات الآسيوية القديمة، حيث حيكت قصص عن مخلوقات شبيهة بالغول في الأرض الرئيسية للقارة وعن مصاصي دماء في جزر دول جنوب شرق آسيا. في الهند أيضا تطورت القصص عن تلك المخلوقات الأسطورية، «بهوتا» (Bhūta) هو عبارة عن روح رجل مات مؤخرا بدون معرفة سبب موته، يحوم حول الجثث ليلا ويهاجم الأحياء ويوصف بأنه يشبه الغول، شمال الهند يعرف «براهاماركشاسا» (BrahmarākŞhasa)، مخلوق خرافي شبيه بمصاص الدماء رأسه جمجمة مكللة بامعاء ضحاياه ويشرب من خلالها الدم.
ثقافة اليابان لا تحوي أية قصص عن مخلوقات تقوب بشرب الدماء أو استهلاك اللحم البشري، وأول ظهور لتلك الكائنات خاصة مصاصي الدماء كان في دور السينما أواخر الخمسينيات.
أساطير عن مصاصي الدماء الذين يمكنهم خلع أجزاء من أجسادهم والصاقه بمكان أخر انتشرت أيضا في مناطق مثل الفيليبين، ماليزيا وأندونيسيا. شعب التاغالوغ في الفلبين عرف «ماندوروغو» (mandurugo - شارب الدماء) وشعب الفيسايان عرفوا «ماناناغال» (manananggal - الذي يقسم ذاته)، ماندوروغو يأخذ شكل فتاة جميلة نهارا، أما ليلا فينمو له جناحان وولسان أسود طويل يستخدم لمص دماء ضحاياه أثناء نومهم. ماناناغال وصف بأنه ياخذ شكل امرأة جميلة ويتحول ليلا إلى مخلوق شبيه بالخفاش يطير ويصطاد ضحاياه من النساء الحوامل أثناء نومهن ويستعمل لسان حاد ليمتص دماء ضحيته وجنينها، يفضل أكل الأحشاء خاصة القلب الكبد الأصحاء وبلغم المرضى.

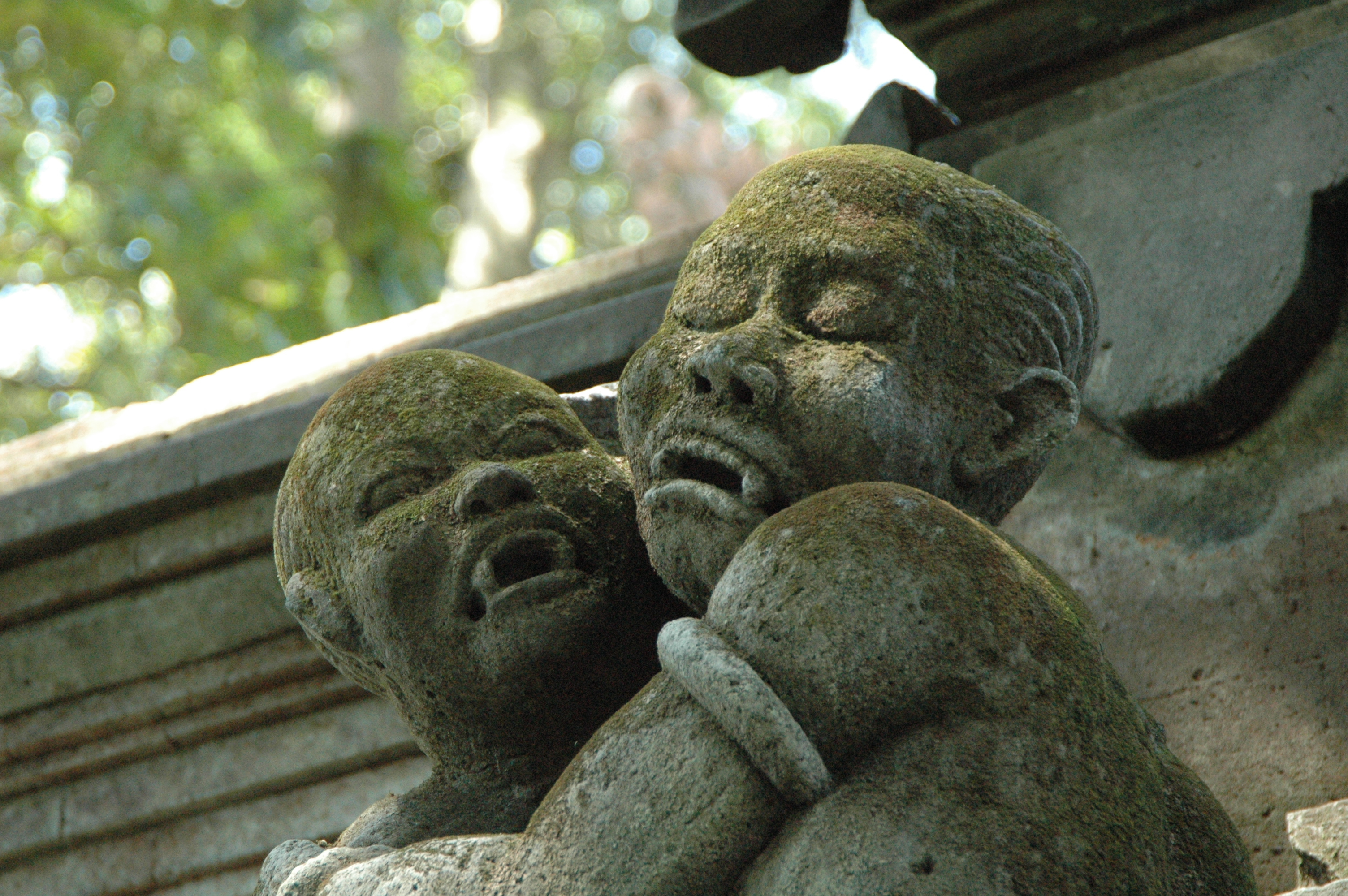
تمثال لمصاصي دماء في إحدى المعابد المحلية في جزيرة بالي، أندونيسيا.

في ماليزيا، كائن البينانغالان (Penanggalan) يستعمل السحر الأسود لكي يتحول إلى فتاة أو امرأة جميلة لإغواء ضحاياه، أما عند وجوده في المناطق المهجورة والغابات يتحول لحيوان أسود اللون، تتميز بقدرتها ليلا على فصل رأسها عن جسدها وارساله للبحث عن طرائد بالعادة نساء حوامل، وكوسيلة للحماية منها يقوم السكان الأصليون بتعليق أشواك عند النوافذ لكي يمنعوا الكائن من الدخول للمنزل.
في جزيرة بالي يعرف اللياك (Leyak) أما في أندونيسيا البونتياناك (Pontianak) ولانغسوير في ماليزيا (Langsuir) هذه التسميات تطلق على المرأة التي ماتت أثناء توليدها وتعود للحياة لكي تنتقم ووتقوم بإرهاب سكان القرية، توصف بأنها امرأة جميلة ذو شعر أسود طويل يخفي حفرة سوداء موجودة في رقبتها تمص من خلالها دماء ضحاياها من الأطفال ويتم ايقافها بملئ تلك الحفرة بشعرها.
في الصين، «جيانغ شي» (بالصينية المبسطة:僵尸، بالصينية التقليدية: 僵屍 أو 殭屍 حرفيا: الجثث اليابسة) وتسمى لدى الغرب ب«مصاصي الدماء الصينين»، هم عبارة عن جثث تعود للحياة وتحوم حول الأحياء وتقوم بمص عنصر الحياة «كي» (صينية مبسطة: 气) من أجسامهم. يعتقد أن جيانغ شي هم نتاج من فشل روح الميت (魄 بو) من مغادرة جسده، ويتصف بأن له جلد أخضر مكسو بالفراء ناتجة عن نمو الطحالب والفطور عليه.